# 島田正辰
島田 正辰（しまだ まさたつ、? - 文久2年7月20日（1862年8月15日））は、江戸時代末期の地下官人、九条家青侍。位階・官職は従六位下・左近衛権大尉。官名から島田 左近（しまだ さこん）の通称で知られる。諱は他に龍章などを名乗った。安政年間に、同家諸大夫の宇郷重国とともに強権的な手法を用いて尊皇攘夷派を一掃したほか、14代将軍継嗣問題に介入したことでも知られ、京で絶大な政治力を有した。
なお、同じ九条家の諸大夫である嶋田正辰（陸奥守、橘氏）と同名であり、誤伝を避けるため通称の左近で呼称を統一される場合が多い。

## 生涯
出自に関しては、石見国の農民出身で生活の糧を求めて京まで流れ、商家に奉公した後に侍として公家に仕えたとする説の他、美濃国の神主（もしくは山伏）の子に生まれ、烏丸家で養われたのち、九条家代々の臣・島田家に婿養子として入り当主となった、など諸説あり明らかになっていない。生年も、享年が35もしくは38とされることから、はっきりしていない。
正辰の名前が歴史上で初めて記されるのは、彦根藩主・井伊直弼が大老に就任したのちの安政年間であり、条約勅許問題で暗躍した。彦根藩とともに動き、当初は通商条約調印に反対であった主君・九条尚忠を幕府方賛成派に内応させ、紀州藩主・徳川慶福を次期将軍職に擁立するという豪腕をふるった。
安政の大獄では直弼の指令の下、数多くの尊皇攘夷派の志士、活動家らを一斉に検挙、捕縛した。その際、奉行所の目明し文吉（猿の文吉）を謀臣とし、容赦ない弾圧を行なった。これにより、江戸幕府から左近へ流れた賄賂は1万両を越えたとも言われる。
桜田門外の変での直弼暗殺後にはさらに権勢を強め、文久元年（1861年）の和宮降嫁問題に際しても政治力を行使、関係者らを調略し、幕府への斡旋に深く関与した。こうして、後に土佐勤皇党の武市瑞山が台頭してくるまでの間、事実上の都の支配者として君臨する。また、町人を相手にした高利貸しで莫大な金子を得ていたと言われ、文吉に厳しい取り立てを行わせていた。
その権勢を物語るように「今太閤」と異名された他、斎藤道三や三好長慶らに例えられたなどの逸話が残るが、同時に専制的で苛烈な政治手腕は朝廷や幕府、諸藩の浪士などに憎まれ、多くの政敵を作った。また、好色であったとされ、多くの愛人がいたが、文吉の娘（養女とも言われる）を特に可愛がったとも言われる。

### 暗殺
左近は志士たちに付け狙われるようになったことから、中国地方や彦根、丹波など居場所を転々とした。
文久2年（1862年）6月20日、九条家の領地であった伏見にいるところを発見されるが、この時は逃げることができた。志士たちがさらに行方を追っていた1か月後の7月20日、京都木屋町の愛妾宅へ忍んで出向いているところを薩摩藩の田中新兵衛ら配下3名に襲撃された。左近は逃走するものの、木屋町二条突き当たりにあった善導寺の塀を乗り越えようとしているところで尻を斬られ、落ちたところを斬殺された。首は鴨川筋四条北の先斗町沿いの河原に晒された。
この暗殺劇から始まるのが、「天誅」と呼ばれ都で続発した殺戮騒動である。島田の死後、彼に追従していた者たちも次々と討たれていった。こうして、時代は左近の天下から、武市を首領とする土佐勤皇党一派の時代に移っていく。皮肉なことに、時代の転換点を自らの死で演じた人物といえる。左近の暗殺については、八木清之助の書物に記されている。墓は大谷本廟の西大谷墓地にあり、「嶋田龍章」の名で葬られている。